# Departamento Pocito
Das Departamento Pocito liegt im südlichen Zentrum der Provinz San Juan im Westen Argentiniens ist eine von 19 Verwaltungseinheiten der Provinz. Ein großer Teil von Pocito gehört zum Ballungsraum Gran San Juan der Provinzhauptstadt San Juan.
Es grenzt im Norden an das Departamento Rivadavia, im Osten an das Departamento Rawson, im Süden an das Departamento Sarmiento und im Westen an das Departamento Zonda. 
Die Hauptstadt des Departamento Pocito ist Villa Aberastain.

## Städte und Gemeinden
Das Departamento Pocito ist in folgende Gemeinden aufgeteilt:
- Pocito